# Молодая гвардия (Первая империя)

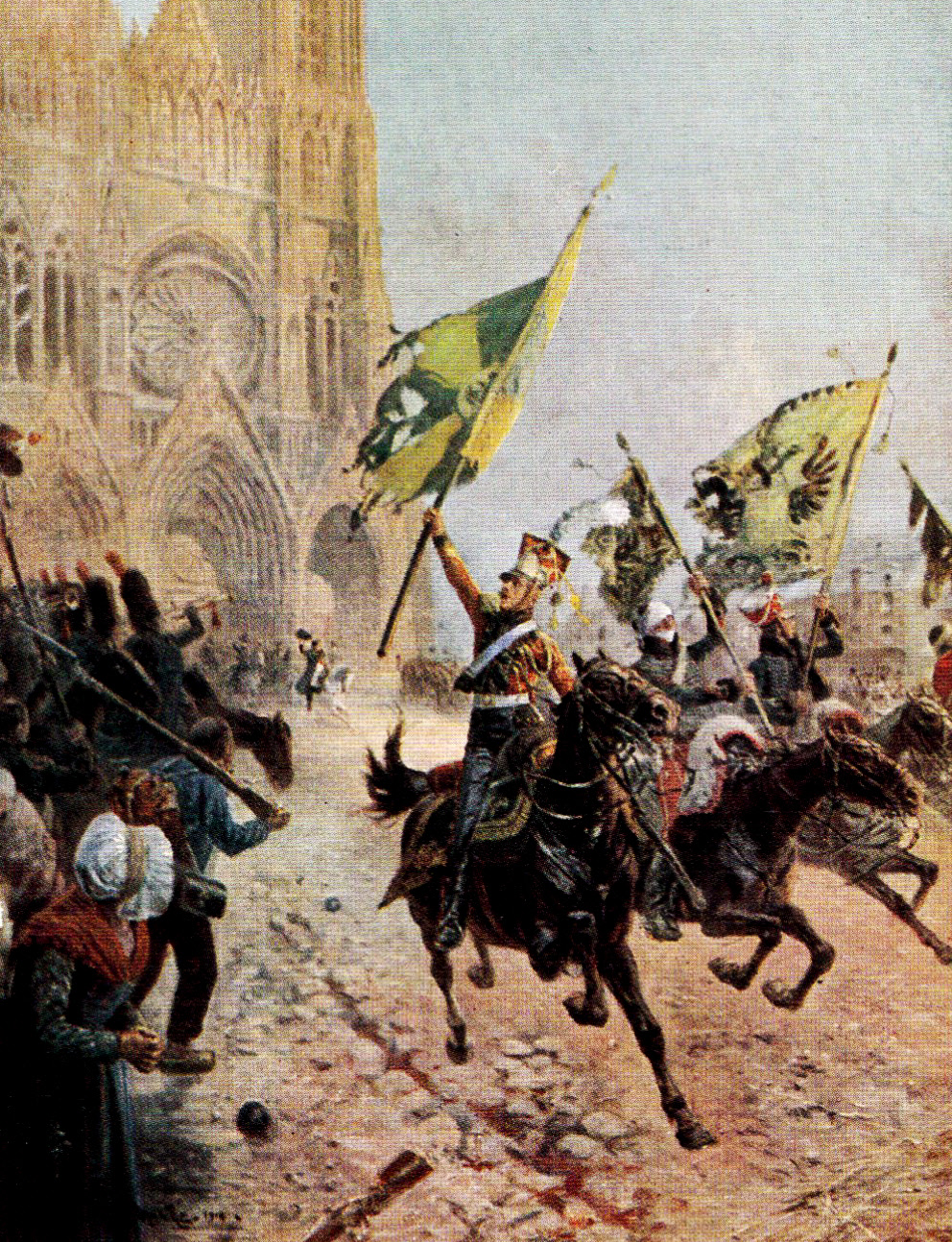
Реймс. Последняя победа. Художник М. Оранж. Весна 1814 года. Французский улан и два почётных гвардейца из Молодой гвардии скачут с захваченными русскими знамёнами мимо собора, где короновались французские короли.

Молодая гвардия (фр. Jeune Garde) — одна из трёх частей Императорской гвардии Наполеона (наряду со Старой гвардией и Средней гвардией). Позднее в русском языке выражения Старая гвардия и Молодая гвардия превратились во фразеологизмы.

## Молодая гвардия Наполеона
Молодая гвардия была самой многочисленной частью Наполеоновской гвардии. Её расцвет пришелся на кампанию 1813—1814 годов, в российской историографии известную как Заграничные походы. В те годы в состав Молодой гвардии входило 34 пехотных полка — 16 тиральерских, 16 вольтижёрских и два полка фланкёров. Эти части были укомплектованы молодыми новобранцами, многим из которых не было и 18 лет, но имели опытных унтер-офицеров и офицеров из числа старых гвардейцев, отличались очень высоким боевым духом и личной преданностью Наполеону. Во многих сражениях кампании именно Молодая гвардия составляла основную ударную силу.
Основу конницы Молодой гвардии составляли четыре полка Почётной гвардии, где служили юноши из наиболее состоятельных семей империи (кони и дорогая экипировка гусарского типа приобретались ими за свой счёт). Несмотря на классовые различия, эта «буржуазная» кавалерия отлично дополняла своих сверстников из «народной» пехоты.
Хотя для кампании 1813—1814 годов было характерно подавляющее численное превосходство противостоявших Наполеону русских, австрийских и прусских войск, Наполеон сумел нанести им несколько значительных поражений, из которых особенно известна серия боёв так называемой Шестидневной войны Наполеона.
Почётная гвардия особенно отличилась при разгроме русского корпуса генерала Сен-При (по национальности француза) в бою под Реймсом 13 марта 1814 года. В этом бою генерал Сен-При был смертельно ранен, но принявший командование генерал Эммануэль, будущий покоритель Карачая, сумел сохранить боеспособность войск и отвёл их из города, причем особенно отличился полковник Скобелев, дед прославленного генерала.
Почётные гвардейцы проскакали по улицам Реймса с захваченными знамёнами, но эта победа была последней в кампании — уже 31 марта союзными войсками был взят Париж.